# Irene Jansen
Irene Jansen is een Nederlandse zangeres. Ze zong op het album The Human Equation van Ayreon als het karakter Passion. Ze deed de achtergrondzang tijdens de tour van Star One in 2003 en speelde het karakter Morgana op twee conceptalbums van Gary Hughes.
Daarnaast was ze de leadzangeres van de power-metalband Karma. In 2016 maakte ze na tien jaar weer een opname; dit was voor het album Waves of Destruction van Alarion.
Irene is de jongere zus van Floor Jansen (bekend van bands als After Forever, ReVamp en Nightwish).

## Discografie

### Alarion
- Waves of Destruction (2016) - zang [2]

### Ayreon
- The Human Equation (2004) - zang (Passion)
- Day Eleven: Love (single, 2004) - zang (Passion)
- The Final Experiment (2005 re-release) - zang (Merlin and the Knights in "Merlin's Will")
- The Theater Equation (live DVD, 2016) - zang (Passion)
- Ayreon Universe – The Best of Ayreon Live (live DVD, 2018) - zang, achtergrondzang

### Freak Neil Inc.
- Characters (2005) - zang

### Gary Hughes
- Once and Future King Part I (2003)
- Once and Future King Part II (2003)

### Karma
- Demo (2003) - leadzang[3]

### Northward
- Northward (2018) - gastvocalen

### Mantra Vega
- The illusion's reckoning (2016) - zang[4]

### Star One
- Live on Earth (live, 2003) - achtergrondzang